# Charles Christopher Parry
Pour les articles homonymes, voir Parry.
Charles Christopher Parry est un botaniste américain d’origine britannique, né le 28 août 1823 à Admington et mort le 20 février 1890 à Davenport.

## Biographie
Il est le fils de Joseph Parry et d’Eliza née Elliott. Il vient aux États-Unis en 1832. Il obtient son Bachelor of Arts en 1842 à l’Union College puis un Medical Doctorat à Columbia College en 1846. En 1848, il commence à travailler pour le service de recherche géologique dirigé par David Dale Owen (1807-1860) et se rend dans le Wisconsin, l’Indiana et le Minnesota. L’année suivante, il travaille comme botaniste pour la commission d’étude de la frontière mexicaine. Il explore l’ouest des États-Unis jusqu’en 1879. Il se marie avec Sarah M. Dalzell en 1853, union dont il aura deux filles. Il devient le premier botaniste pour le ministère de l’Agriculture américain et contribue, de 1869 à 1871 à l’enrichissement des collections du National Museum of Natural History.